# إينوغو رينجرز
إيتوغو رينجرز نادي كرة قدم نيجيري، تأسّس في العام 1970 في نيجيريا وانضم لدوري النيجيري الممتاز عام 1974.

## إنجازات الفريق
- الدوري النيجيري الممتاز : 15

1975 ، 1976 ، 1979 ، 1980 ، 1981 ، 1984 ، 1989 ، 1990 ، 1993 ، 1994 ، 1997 ، 1999 ، 2008 ، 2012 ، 2016
- الكأس النيجيري لكرة القدم : 17

1974 ، 1975 ، 1976 ،1981 ، 1983 ، 1988 ، 1990 ، 1997، 1998 ، 1999 ، 2000 ، 2008 ، 2010 ، 2011 ، 2012 ،2013 ، 2015
- كأس السوبر النيجيري : 11

1989 ، 1990 ،1991 ، 1994 ، 1996 ، 2000 ، 2004 ، 2005 ، 2009 ، 2013 ، 2016
- كأس الكؤوس الأفريقية : 1

1977
- وصيف دوري أبطال أفريقيا : 1

1975

## المشاركات
- دوري نيجيريا الممتاز
- دوري أبطال أفريقيا
- كأس نيجيريا لكرة القدم
- كأس السوبر النيجيري
- كأس الكونفيدرالية الأفريقية

## الاستاد
ستاد نادي إينوغو رينجرز
- السعة : 22,000 مشجعًا
- الموقع: إينوغو، نيجيريا
- تاريخ الافتتاح: 1959

 ستاد نادي إينوغو رينجرز هو الملعب الرئيسي للنادي إينوغو رينجرز.
ملعب نادي إينوغو رينجرز الفرعي بإينوغو
- السعة: 22,000
- المكان: إينوغو، نيجيريا
- الافتتاح: 1960

ملعب مذشؤ هو ملعب التدريب الخاص بالنادي إينوغو رينجرز، ويقع في المقر الفرعي للنادي إينوغو رينجرز بمنطقة إينوغو.